# モンチェニージオ
モンチェニージオ（イタリア語: Moncenisio）は、イタリア共和国ピエモンテ州トリノ県にある、人口約30人の基礎自治体（コムーネ）。
モン・スニ峠（モンチェニージオ峠）南麓に位置する、フランスとの国境の村である。2012年1月1日現在のコムーネ人口は42人で、ペデジーナ（ソンドリオ県）、モルテローネ（レッコ県）に次いでイタリアで3番目に少ない。

## 名称
この集落のもともとの名はフェッレーラ（Ferrera）で、コムーネの名称は1940年の終わりまでフェッレーラ・チェニージオ（Ferrera Cenisio）であった。
1960年代の終わり、モンチェニージオ・ダムが建設された際に、コムーネの名はフェッレーラから現在のモンチェニージオに変更された。

## 地理

### 位置・広がり
トリノ県西部、ヴァル・ディ・スーザの支脈にあたるチェニスキア渓谷 (it:Val Cenischia) に位置するコムーネである。トリノからは70km離れている。
かつてはフェッレーラと呼ばれた集落は、アルプス越えの主要道路であったモン・スニ峠（モンチェニージオ峠）の南側、旧街道沿いに所在しており、チェニスキア川に沿って広がっている。コムーネには2つの自然の池がある。

#### 隣接コムーネ
隣接するコムーネ、およびそれに相当する行政区画は以下の通り。FRで始まるものはフランス領で、FR-73はサヴォワ県に属する。
- ノヴァレーザ - 南東
- ヴェナーウス - 南
- ヴァル＝スニ（英語版） (ランスルブール＝モン＝スニ（英語版）) (FR-73) - 北西

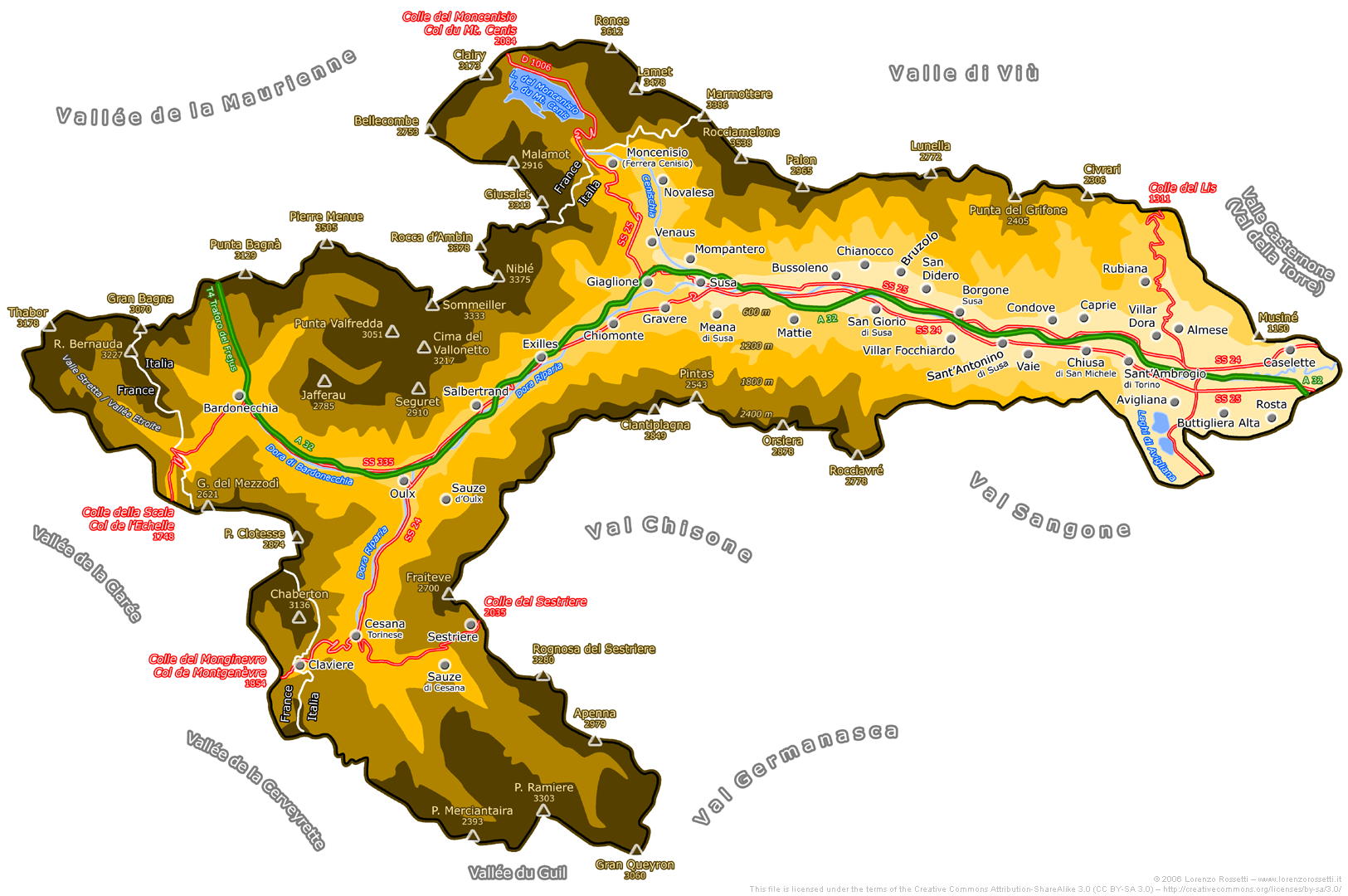
ヴァル・ディ・スーザ地図。中央上部に示された大きな湖がモン・スニ（モンチェニージオ）湖である。傍らにモン・スニ峠越えの国道が赤線で示されている。白線は伊仏国境線。

## 歴史
フェッレーラをはじめとするチェニスキア渓谷の村々の歴史は、モン・スニ峠（モンチェニージオ峠）の歴史でもある。16世紀頃、モン・スニ峠の交通が増加すると、旅人に対する宿泊所や休憩所の提供、馬車の修理や蹄鉄や交換などといった、様々な仕事の需要が増大した。1800年頃のフェッレーラ集落には300人ほどが暮らし、4軒の宿屋が営業しており、多くの村人が同行ガイドやポーター、荷馬の賃貸、御者などの形で峠越えの交通と結びついて暮らしていた。また、牧畜業も営まれていた。
19世紀初頭、ナポレオンがモン・スニ峠越えの街道を改良して新道（現在の国道25号線 (it:Strada statale 25 del Moncenisio) ）を建設すると、チェニスキア渓谷の村々は衰退する。新道は集落内を通らず、またガイドやポーターの必要も少なくなったのである。当初は道路工事に従事していた人々であったが、牧畜業に回帰したり、あるいは村の外の標高の低い地域へと移り住んでいった。
1860年、サルデーニャ王国（翌年にイタリア王国となる）はサヴォワ地方をフランスに割譲したため、モン・スニ峠は国境となった。周辺地域では多くの要塞建設が進められた。1947年、第二次世界大戦の講和条約であるパリ条約で、イタリアは峠の南東側の領域（集落を除くこのコムーネの大部分）をフランスに割譲した。
1960年代の終わり、フランスによってモン・スニ（モンチェニージオ）に巨大なダムが建設された際に、このコムーネの名はフェッレーラから現在のモンチェニージオに変更された。